# The Sims Castaway Stories
The Sims Castaway Stories (рус. «The Sims. Истории робинзонов») — компьютерная игра в жанре симулятора жизни, разработанная компанией Aspyr Media (которая также выступила издателем версии для компьютеров Macintosh) и изданная Electronic Arts (версия для Windows). В России игра была выпущена для Windows компанией «СофтКлаб» и для Mac — компанией «Новый Диск». Выход игры состоялся 29 января 2008 года. Игрок управляет персонажем, попавшим на остров без признаков цивилизации. Там он должен выживать, добывать пропитание, ресурсы для жизни и знакомится с местным неконтактным племенем.
«Истории робинзонов» является третьей игрой в линейке «The Sims Истории», созданной на движке The Sims 2 студией EA Redwood Shores. Если две предыдущие игры в основном перенимали уже готовый игровой процесс у The Sims 2, то «Истории робинзонов» вводят оригинальную механику выживания на необитаемом острове. Данная идея была впервые реализована в консольной игре The Sims 2: Castaway. Разработчикам понравилась данная идея и они хотели реализовать её также в игре для персональных компьютеров и решили выпустить игру в составе серии «The Sims Истории».
Критики похвалили «Истории робинзонов» за её оригинальное переосмысление игрового процесса The Sims 2, если первые две игры являются просто урезанными копиями The Sims 2, то «Истории робинзонов» обязательно стоит того, чтобы её опробовал поклонник The Sims. Критики также похвалили игру за её красивые и обширные локации, умело обходящие ограничения уже устаревшего движка The Sims 2, однако это стоит производительности компьютера. Среди основных недостатков критики указали на малое количество контента и историю, слишком ограничивающую свободу действий игрока.

## Игровой процесс
Игровой процесс «Историй робинзонов» в общих чертах аналогичен таковому в игре The Sims 2 и другим играм серии, однако, в отличие от них, действие «Историй робинзонов» происходит на необитаемом острове, что предполагает ряд изменений. Игровая валюта теперь представлена в виде ресурсов, на которые, накапливая их, персонаж может «покупать» предметы обстановки.
Всего в игре два острова — Остров невезения (первый остров, где начинается сюжетная игра) и остров Маммамиа. Второй остров  становится доступным только после прохождения сюжетной линии, предусмотренной авторами — истории Дэвида Беннета (англ. David Bennett) (если игрок предпочитает играть персонажем-мужчиной) или Джессики Найт (англ. Jessica Knight) (если игрок выбирает персонажа-женщину).
По сюжету, Дэвида (или Джессику) выбрасывает на необитаемый остров в результате крушения судна. На необитаемом острове придётся самостоятельно строить себе жильё и добывать пищу, также придётся познакомиться с островитянами.
Каждый остров содержит ряд различных секторов, включая места для отдыха (подобных местам в «центре» в The Sims 2), также доступны возможности многих дополнений для The Sims 2, включая погоду, но в изменённом и адаптированном под островную тематику виде, и питомцев — обезьян и гиен. Животных можно приютить, придя на какой-либо участок ночью (для обезьян — и днём) и подружившись с питомцем. Также гиен можно разводить, если приютить две особи разного пола.

## Сюжет
Если игрок выбирает режим «Развитие сюжета», то игра предлагает выбрать ему одного персонажа мужского или женского пола — Дэвида или Джессику либо создать своего.
После чего игрок видит сцену, где корабль в результате урагана терпит крушение, выживает лишь один сим (управляемый персонаж), и его сбрасывает на берег маленького острова. Главный герой должен постичь базовые навыки по выживанию и впервые добыть себе еду. Он также замечает, что из разных деталей, найденных на острове, можно смастерить новый плот и уплыть на нём с острова. Покинуть остров становится новой целью главного героя.

### Развитие сюжета
На следующий день персонаж замечает, что его провизию украли обезьяны. Главный герой начинает, исследуя новые окрестности острова встречает орангутанов. Рядом с приматами сим находит статую-тотем и забирает её в свой лагерь. Управляемый персонаж дальше постигает навыки выживания и выполняет небольшие квесты. Вскоре к нему приходит дружелюбный орангутанг, которого можно принять в семью. Если кормить примата бананами и чистить от блох, то он будет помогать персонажу и сможет оттачивать свои навыки. Главный герой находится в обломках старого самолёта драгоценный камень и вставляет его в статую идола. Сим сразу оказывается заражённым смертельной болезнью и должен как можно быстрее вылечиться. Вскоре персонаж находит старую хижину с аптечкой внутри и поправляется. Главный герой отныне может жить в этой хижине.
На следующий день управляемый персонаж находит таинственные древние руины с пустым алтарём. Герой решает поставить на его место идола, после чего в руинах открываются врата, ведущие к пляжу. Там он встречает других выживших симов с корабля и вступает в диалог с профессором Винтером Сердцеядом, который в обмен на его несколько потерянных вещей даёт персонажу несколько новых частей для плота. Во время поиска вещей на главного героя нападает леопард. На следующий день симу приходится варить крупную порцию супа для докучающих выживших симов с корабля, после чего к персонажу прибывает Винтер Сердцеядов и предлагает добыть особую траву для паруса строящегося плота. Для этого главный герой отправляется в особое место, где установлены 4 башни-головоломки, каждая из которых зажигается поочередно в определённой последовательности, после чего игрок должен повторить эту последовательность. Когда главный герой будет срезать траву, он заметит, что две гиены пытаются загрызть девочку. Главный герой кинет им ранее подобранную кость, и собаки отстанут. Девочка окажется дочерью вождя племени аборигенов, после чего управляемый персонаж получит право посещать их посёлок.
Сим знакомится с аборигенами и, выполняя различные их просьбы, повышает уровень дружбы. На берегу у посёлка главный герой находит сундук с телескопом. Местное племя устраивает праздник, и вождь позволяет пригласить персонажу одного друга, если такой есть. Далее главный герой должен постепенно развивать любовные отношения с аборигеном, это может быть женщина или мужчина, несмотря на пол главного героя. К окончанию праздника аборигены предложат управляемому персонажу жить у них. После того, как сим возвращается в свою хижину, он замечает, что её занимают выжившие их корабля под предводительством Хью Бейли и не пускают главного героя внутрь. Из-за этого персонажу приходится покинуть хижину, но, к своему счастью, он находит другое здание, где теперь может жить. Рядом с участком герой находит электрогенератор и теперь может использовать электричество.
По возвращении в посёлок аборигенов вождь племени предлагает вместе с ним отправится к шаману, живущего в «страшной лощине». Шаман просит главного героя вернуть ему найденного идола, и тот отправляется к обезьянам, которые снова украли идола.
Главный герой получает просьбу от вождя упокоить души мёртвых и отправляется в «Проклятую деревню», где обитает множество призраков аборигенов. Сим должен переместить урны на алтарь и найти барабан, передав потом его вождю. Тот в честь главного героя решает устроить праздник. Персонаж должен выполнить несколько испытаний, таких, как испитие вулканического напитка, «танец ивы» и бег по горячим углям. Любовный(ая) напарник(ица) впервые поцелует главного героя, но узнав, что он собирается уплыть из острова, в слезах сбежит из деревни. В этот момент просыпается вулкан на соседнем острове, и главный герой убегает.
На следующий день сим передумывает покидать остров и сообщает об этом возлюбленному(ой), но внезапно выясняется, что главный герой вызвал древнее проклятие на острове, и все аборигены заражаются смертельной болезнью.
Чтобы найти лекарство, нужно отправиться на соседний остров, где расположен активный вулкан. Для этого герой завершает строительство плота и вместе с профессором Сердцеядом отправляется на соседний остров. Так сим находит магический посох. Сердцеяд предполагает, что лекарство можно найти в древнем храме, куда и отправляется главный герой вместе с профессором. Внутри храма оказывается много золота, и обезумевший от жадности Сердцеяд выпивает волшебный напиток из кубка. В храм прибывает шаман и сообщает о том, что Сердцеяд должен быть наказан, и главный герой может решить его судьбу. Выбрав действие «помиловать», Сердцеяд превратится в младенца, очистившегося от своих плохих поступков, и его заберёт шаман в племя, при выборе «наказать» — профессор окажется убитым. После того, как главный герой возвращается на Остров невезения, он с помощью посоха исцеляет всех аборигенов. После этого на остров прилетает спасательный самолёт.
Главный герой может покинуть остров или же остаться, тогда племя будет этому очень радо, особенно возлюбленный(ая) главного героя. В случае, если сим остаётся на острове, игрок наблюдает сцену женитьбы влюблённых.
Далее можно играть персонажем, историю которого была пройдена, в свободном режиме, управляя, помимо своего героя, его избранником(цей) — теперь они представляют собой семью. Игрок и после прохождения сюжета может встречаться с персонажами, с которыми он уже знаком.

## Создание и технические особенности
The Sims Castaway Stories — самостоятельная игра, входящая в серию игр The Sims и одна из трёх игр линейки «The Sims. Истории» (к которой, помимо этой игры, относятся «Житейские истории» и «Истории о питомцах»); особенностью игр данной линейки является то, что они предполагают не только свободную игру, а также сюжетную линию; кроме того, проведена специальная оптимизация для ноутбуков (например, добавлена функция запуска в оконном режиме, действует ряд «горячих клавиш», в интерфейс игры встроен индикатор заряда батареи, игра автоматически приостанавливается, когда пользователь закрывает крышку ноутбука).
Принципы игры похожи на таковые в The Sims 2, также игра использует её игровой движок. В отличие от Life Stories и Pet Stories, Castaway Stories включает в себя множество уникального геймплея, связанного с выживанием в тропической местности, охоте и собирательстве, поиске сокровищ, взаимодействием с местной фауной — орангутанами, ягуарами и гиенами. Помимо этого многие элементы геймплея были заимствованы с дополнений к The Sims 2, например системы осадков и температура были взяты с дополнения о «Временах года», большая часть коллекции одежды и вещей были взяты с дополнения о «Путешествиях», где присутствует тропический остров-курорт Твикки
Раннее, в 2007 году была выпущена игра The Sims 2: Castaway (рус. «The Sims 2: Робинзоны») для игровых консолей с аналогичной идеей. Ещё при выпуске игры Castaway, разработчики изъявили свой интерес создать компьютерную версию игры о необитаемом острове. В результате Castaway Stories было решено включить в линейку игр Sims Stories, которые привязаны к сюжетной линии, создавались для пользователей ноутбуков, старых компьютеров, а также были призваны привлечь новую игровую аудиторию для The Sims 2. Сюжетную линию в Castaway Stories было решено связать с идеей того, что произойдёт, если сим потеряет буквально всё, окажется в неизвестном и экзотическом для него мире, где нет благ цивилизации, однако если в консольной версии один или несколько игровых персонажей являются единственными разумными обитателями острова, то остров в Castaway Stories населён другими симами-попаданцами, а также в нём обитает местное, похожее на полинезийское неконтактное племя.

## Рецензии и оценки
| Сводный рейтинг       | Сводный рейтинг |
| Агрегатор             | Оценка          |
| --------------------- | --------------- |
| GameRankings          | 77 %            |
| Metacritic            | 73 %            |
| Иноязычные издания    |                 |
| Издание               | Оценка          |
| GamesRadar+           | [ 6 ]           |
| IGN                   | 7,3/10          |
| Games Finder          | 7,0/10          |
| Русскоязычные издания |                 |
| Издание               | Оценка          |
| PlayGround.ru         | 83 %            |

Sims Castaway Stories получила положительные отзывы игровых критиков. На сайте агрегаторе GameRankings средняя оценка игры составляет 77% на основе 7 отзывов, в то время на сайте Metacritic средняя оценка составляет 73%.
Критик сайта IGN заметил, что хотя Castaway Stories создана на движке The Sims 2, она действительно чувствуется, как самостоятельная игра, изменяя главную формулу симулятора, который всегда заключался в жизни в собственном доме, работе, покупке вещей. Castaway Stories же предлагает играть за персонажа, вынужденного выживать в неблагоприятной местности и изучать тайны острова. Критик заметил, что если предыдущие игры серии Sims Stories являются просто урезанными версиями The Sims 2, то Castaway Stories достаточно оригинальна, чтобы рекомендовать её любому фанату The Sims. Представитель Stopgame заметил, что студии EA Redwood Shores удалось реабилитироваться в глазах публики после первых двух «блинов». Рецензент Cheatss заметил, что предоставленный остров с обилием ресурсов, загадок и интересных персонажей, безусловно заинтересует игрока, чтобы его изучать.
Критик Cheatcc назвал Castaway Stories красивой игрой с глубоким игровым процессом и качественной графикой, при этом игра по прежнему способна запускаться и работать на ноутбуках, тем не менее такой проблемы, как низкая частота кадров — не избежать. Критик IGN назвал качество графики сдержанным, учитывая, что возраст игрового движка уже даёт о себе знать, помимо этого, игру сопровождают постоянные подвисания. Представитель Cheatss наоборот заметил, что несмотря на устаревший движок, создателям удалось создать игру с великолепной детализацией и разрешением. Представитель StopGames назвал качество графики в игре скромной, которая однако с лихвой компенсируется отменным дизайном локаций и красивыми пейзажами.
Представитель Cheatss заметил, что главный недостаток игры заключается в недостатке интересного контента, историю можно пройти за пару дней, а через некоторое время жизни в маленьком острове, игрок начнёт ощущать, что ему не хватает имеющегося пространства и игра быстро надоедает. Критик IGN также заметил, что хотя история в игре не отличается глубиной, она вполне справляется со своей задачей продемонстрировать новые возможности игрового процесса. Тем не менее критик заметил, что шкалы потребности сима настолько быстро истощаются, что игрок вынужден постоянно прерывать прохождение сюжета, это также может стать причиной внутриигровой ошибки и необходимости перезагружать игру. Рецензент Gameradar наоборот выразил разочарование игре за её сюжетную линию, где «каждый шаг продиктован от поиска топора до кормления орангутанов», таким образом относясь к игрокам, как к дуракам, о выживании на острове в буквальном смысле и речи не идёт.
Отдельно критик IGN остался недовольный тем, что для разблокировки многих предметов требуется прохождение сюжета, в результате перед игроком встаёт выбор, либо проходить сюжетную линию, либо сразу играть в свободном режиме, но с ограниченными возможностями, что похоже на Уловку-22.